# Comptabilitat nacional
La comptabilitat nacional és un sistema de registre comptable de les transaccions realitzades en una economia. Els comptes nacionals es basen en el principi de comptabilitat empresarial de la tenidoria de llibres per partida doble. Les dades que generen s'utilitzen per fer un seguiment de l'evolució de l'economia i per a l'anàlisi macroeconòmic. En la comptabilitat nacional es defineixen agregats clau, com el Producte Interior Brut, la Renda Nacional Bruta, la Renda Nacional Disponible Bruta o l'Estalvi Nacional Brut. La seqüència de comptes mostra la relació entre les diferents variables econòmiques.

## Història
Els primers comptes nacionals es realitzaren a Anglaterra i Gal·les en el segle xvii amb l'objectiu de poder dissenyar la mobilització de recursos per a la segona guerra anglo-holandesa de 1664 a 1667. Tanmateix, les primeres estadístiques modernes de la renda nacional són les que realitzaren Simon Kuznets pels Estats Units el 1934 i Richard Stone el 1941 per a Regne Unit. Stone desenvolupà per a l'OCDE un sistema de comptes nacionals amb l'objectiu de fer el seguiment de la reconstrucció dels països que havien de rebre l'ajut del Pla Marshall. El seu treball es pot considerar el primer sistema internacional de comptes nacionals.
El Sistema de Comptes Nacionals (SCN 2008), elaborat conjuntament per les Nacions Unides, l'OCDE, el FMI, el Banc Mundial i Eurostat, és la norma estadística internacional per als comptes nacionals i consisteix en un conjunt de recomanacions relatives al mesurament de l'activitat econòmica.

## El Sistema Europeu de Comptes
El Sistema Europeu de Comptes (SEC 2010) és un marc comptable comparable a escala internacional que té com a objectiu realitzar una descripció sistemàtica del total d'una economia, els seus components i les seves relacions amb altres economies. És coherent amb les directrius establertes en el SCN 2008 però té un major grau de precisió d'alguns conceptes per tal de garantir la coherència més gran possible entre les dades dels diferents estats membres. Els estats membres són responsables de la recollida i presentació dels seus propis comptes nacionals. Les dades recollides en el SEC són fonamentals per la UE, ja que s'utilitzen per a la definició dels criteris de dèficit públic i deute públic, la concessió d'ajuts a les regions, les contribucions relatives dels estats membres. El marc del SEC inclou els comptes del sector institucional, el marc input-output i els comptes per branca d'activitat. El SEC classifica les entitats residents en cinc sectors: llars, societats no financeres, societats financeres, administracions públiques i entitats sense ànim de lucre al servei de les llars. Les entitats residents a l'estranger s'agrupen en el sector anomenat resta del món. En els comptes nacionals es registren dos tipus d'informació: els fluxos i els stocks. Els fluxos reflecteixen la creació, transformació, intercanvi, transferència o extinció de valor econòmic. Els stocks són els actius i passius que es posseeixen en un moment concret.
El SEC 2010 es basa en una successió de comptes relacionats entre si, que es classifiquen en comptes corrents, comptes d'acumulació i els balanços. A aquests comptes cal afegir els de la resta del món i el compte de béns i serveis:

### Comptes corrents
- Relacionats amb el procés de producció

Les operacions relacionades amb el procés productiu es registren en el Compte de Producció. El saldo d'aquest compte per als diferents sectors institucionals és el VAB, que es genera en substreure el consum intermedi de la producció. Tanmateix, quan es realitza per a l'economia en el seu conjunt, s'hi afegeixen els impostos i les subvencions sobre els productes, de tal manera que el saldo que genera és el PIB.
Per tant, del Compte de Producció se n'obtenen dos indicadors molt importants del funcionament de l'economia: el VAB i el PIB. L'obtenció d'aquests saldos és equivalent a calcular:
El PIB es pot calcular de tres maneres diferents. Per tal de diferenciar-les, aquesta definició del PIB es coneix com a enfocament de la producció.
- Relacionats amb la generació i distribució de la renda

Les operacions relacionades amb la generació i distribució de la renda es registren en dos comptes: el d'Explotació i el d'Assignació de la Renda Primària. El Compte d'Explotació fa referència a quina proporció de la renda generada pel procés productiu es destina a remunerar el treball i les administracions públiques. La renda del treball s'anomena remuneració dels assalariats, la renda de les administracions públiques són els impostos a la producció nets de subvencions, i el que queda és l'excedent brut d'explotació més la renda mixta bruta. El Compte d'Assignació de la Renda Primària s'ocupa de la renda que reben les entitats residents i no de la que generen, obtenint el saldo de les rendes primàries.
El Compte d'Explotació representa la definició del PIB des de l'enfocament de la renda.
Del Compte d'Assignació de la Renda Primària se'n deriva la RNB. A diferència del PIB, per a la RNB la renda que es comptabilitza és la que perceben les entitats residents al país, que no és exactament igual a la renda generada per la producció realitzada en el país. Per tant, la RNB es pot calcular com:
- Relacionats amb la redistribució de la renda

El Compte de Distribució Secundària de la Renda conté la redistribució d'aquestes rendes a través de transferències, impostos i prestacions socials entre els diferents sectors institucionals. El saldo d'aquest compte és la renda disponible bruta. El Compte de Redistribució de la Renda en Espècie és un compte paral·lel al Compte de Distribució Secundària de la Renda, però en aquest cas es considera que els serveis prestats a la societat per les administracions públiques i les institucions sense ànim de lucre són part del consum final de les llars, i la renda corresponent s'imputa també a les llars. El saldo que s'obté és la renda disponible bruta ajustada.
El saldo del Compte de Distribució Secundària de la Renda pel total de l'economia és la RNDB:
- Relacionats amb la utilització de la renda

El Compte d'Utilització de la Renda Disponible mostra com es reparteix la renda disponible bruta entre consum final i estalvi en el cas dels sectors que fan consum final (les llars, les administracions públiques i les institucions sense ànim de lucre). El Compte d'Utilització de la Renda Disponible Ajustada és un compte paral·lel al Compte d'Utilització de la Renda Disponible. El saldo que se n'obté és el mateix, l'estalvi.
El saldo pel total de l'economia és l'Estalvi Nacional Brut:

### Comptes d'acumulació
El Compte de Capital registra les adquisicions menys les cessions d'actius no financers. Mesura la variació del patrimoni net deguda a l'estalvi i a les transferències de capital. El seu saldo és la capacitat o necessitat de finançament net. El Compte Financer registra les variacions dels actius i passius financers, és a dir la capacitat i la necessitat de finançament de cada sector, d'on s'obté la capacitat o necessitat de finançament net que ha de ser igual al saldo del compte de capital. Si hi ha diferència és degut a una diferència de mesurament entre els registres reals i financers de l'activitat econòmica. El Compte d'altres Variacions dels Actius registra les variacions dels actius i passius que no es deuen ni a l'estalvi ni a les transferències voluntàries de riquesa.
La capacitat o necessitat de finançament del total de l'economia és la suma de les capacitats o necessitats de finançament dels sectors institucionals. Representa els recursos nets que el total de l'economia posa a disposició de la resta del món (si és positiva) o que rep de la resta del món (si és negativa). Es calcula de la següent manera:

### Balanços
Els balanços descriuren els actius, passius a l'inici i al final de l'exercici comptable. El saldo és el patrimoni net però quan es calcula pel total de l'economia es denomina riquesa nacional.

### Comptes de la resta del món
Els comptes de la resta del món registren les operacions entre unitats residents i no residents.

### Compte de béns i serveis
El Compte de Béns i Serveis recull l'oferta i els usos dels béns i serveis. L'oferta prové de la producció i les importacions. Els usos són el consum intermedi, el consum final, les variacions d'existències, la formació bruta de capital fix, les adquisicions menys cessions d'objectes valuosos i les exportacions.
El Compte de Béns i Serveis constitueix la definició del PIB des de l'enfocament de la despesa.
En economia, aquesta definició es representa desagregant el Consum Final entre el consum de les llars i la despesa pública.